# 小行星5150
小行星5150（5150 Fellini）是一颗绕太阳运转的小行星，为主小行星带小行星。该小行星于1960年10月17日发现。

## 轨道参数
小行星5150的轨道半长轴为2.4768117 UA，离心率为0.108。